# John White Newall
John White Newall   (Ayr, 21 de juliol de 1917 - Dumfries i Galloway, 21 de gener de 2004), conegut com a Jock Newall, fou un futbolista neozelandès, nascut a Escòcia, de les dècades de 1940 i 1950.
Fou internacional amb la selecció de futbol de Nova Zelanda.
Pel que fa a clubs, destacà a Ayr United.